# Psalm 23

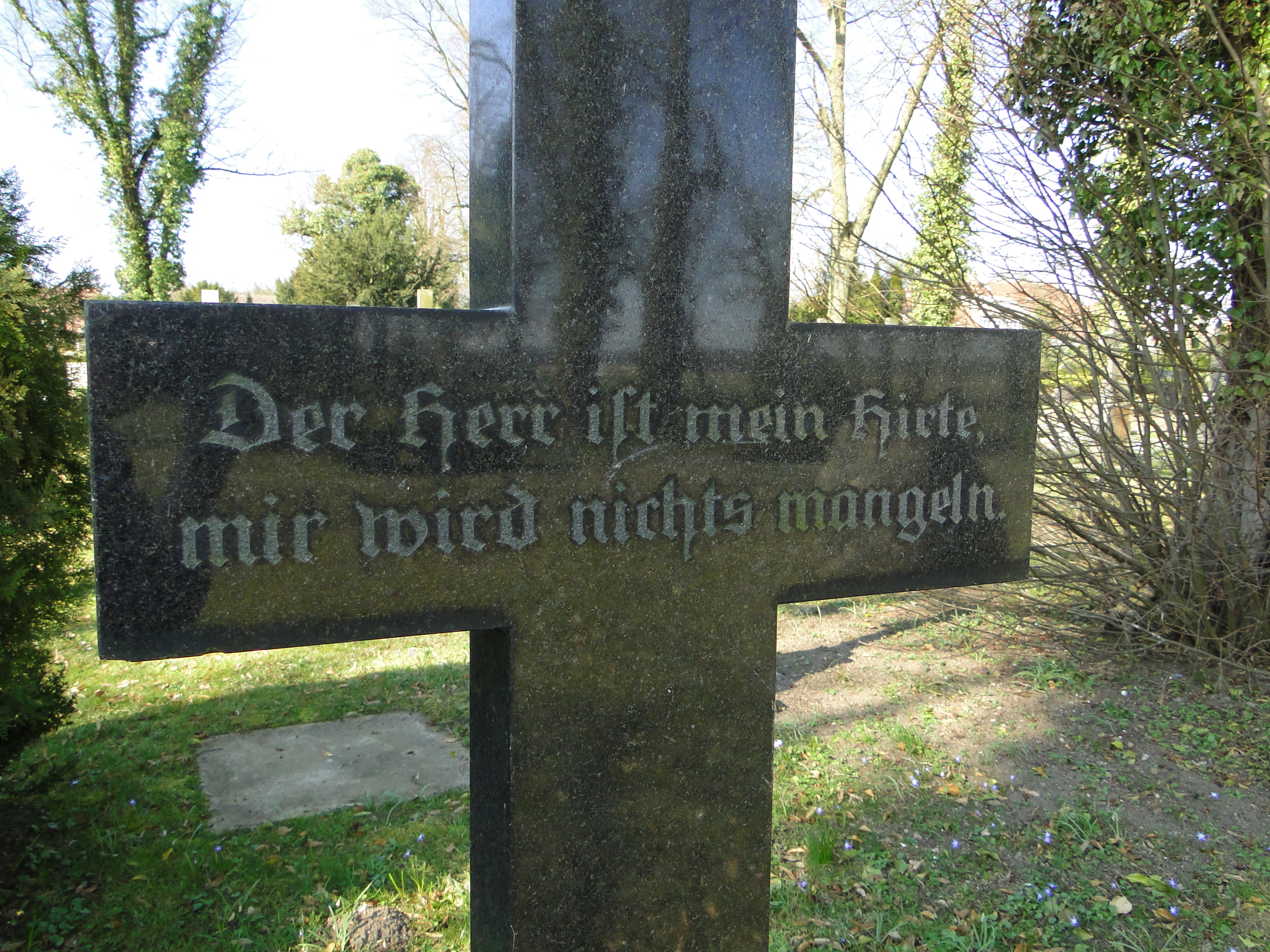
Początek psalmu 23 w języku niemieckim, wyryty na krzyżu nagrobnym na cmentarzu klasztornym w Dobbertin

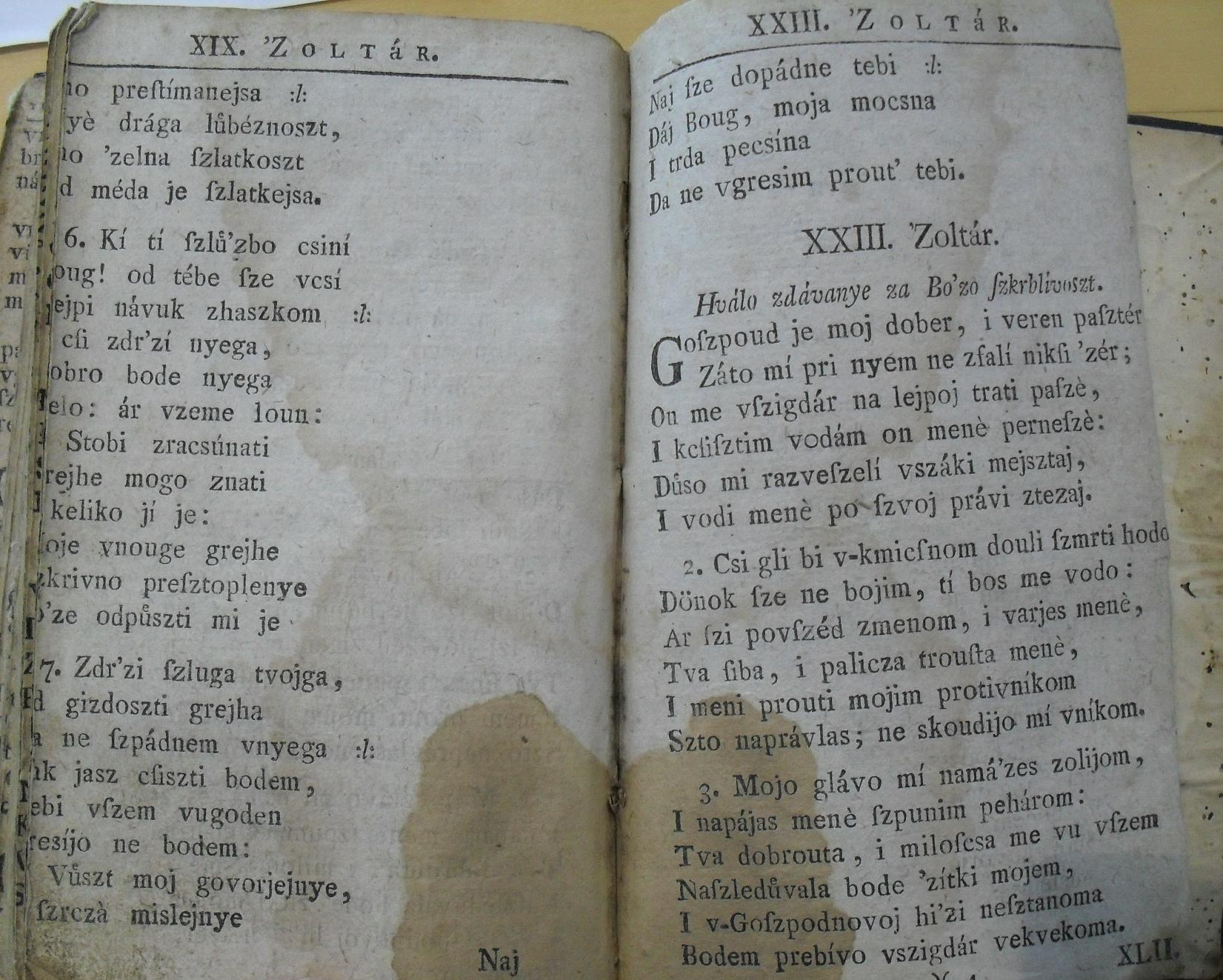
Psalm 23 w języku prekmurskim, z luterańskiego śpiewnika Miháo Bakoša Nouvi Gráduvál (1789)

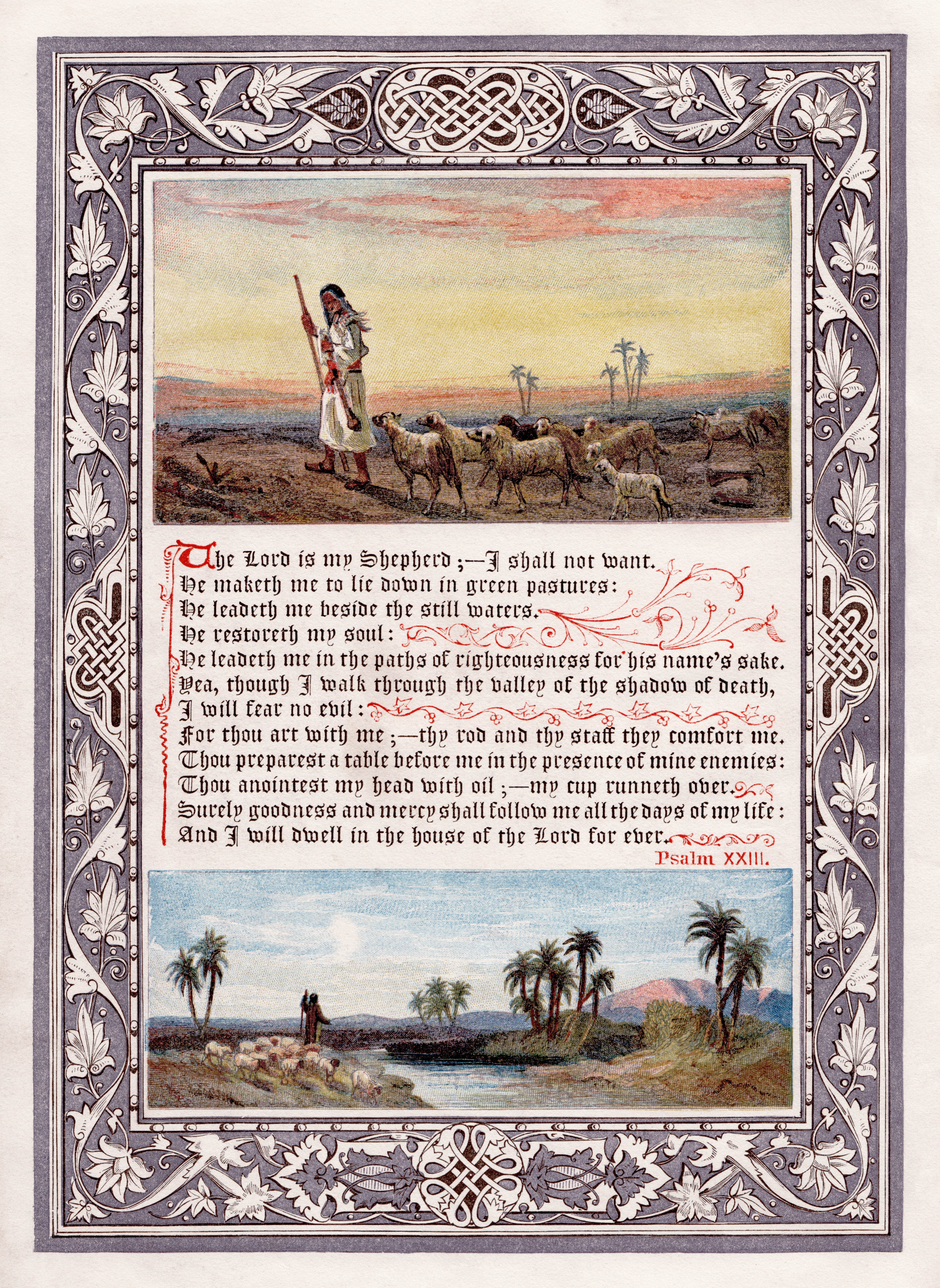
Psalm (1880)

Psalm 23 – psalm, który znajduje się w Biblii, w Księdze Psalmów. W Septuagincie psalm ten nosi numer 22. Prawdopodobnie jest to najbardziej znany ze wszystkich biblijnych psalmów. Nazywany „pasterskim”, ponieważ zaczyna się od słów:
Pan jest moim pasterzem, nie brak mi niczego;
Psalm wyraża radość z niezmiennej opieki, troski i dobrobytu jakiego doświadcza wierny od Jahwe.
W starożytnym świecie Bliskiego Wschodu określenie pasterz miało szczególne znaczenie. Oznaczało dobrego zarządcę, który troszczy się o tych, którymi się opiekuje; ochrania, zapewnia spokojny byt. Często władcy to określenie dodawali do wielu swoich tytułów.
Psalm wyraża ufność w opiekę Boga (Chociażbym chodził ciemną doliną, zła się nie ulęknę, bo Ty jesteś ze mną), a także ufność w życie wieczne (Tak, dobroć i łaska pójdą w ślad za mną przez wszystkie dni mego życia i zamieszkam w domu Pańskim po najdłuższe czasy).

## Psalm 23 w muzyce
- Johann Sebastian Bach sparafrazował Ps 23 w swej 112 kantacie Der Herr ist mein getreuer Hirt BWV 112[2].
- Słowa Psalmu 23, śpiewane po hebrajsku, zostały wykorzystane w drugiej części utworu Chichester Psalms Leonarda Bernsteina.
- Własną interpretację Psalmu 23 do tradycyjnej melodii żydowskiej nagrała polska grupa Deus Meus, na albumie Hej, Jezu! (2001)[3].
- Własną interpretację Psalmu 23 stworzyła polska grupa Pneuma, na albumie Berakha (2001).
- Antychrześcijańska wersja tego Psalmu jest słyszana w utworze Sheep zespołu Pink Floyd na płycie Animals.
- Cissy Houston, matka Whitney Houston nagrała gospelową wersję tego psalmu na soundtracku do filmu "Żona pastora" (w którym Whitney gra główną rolę) i jednocześnie na album o tym samym tytule.
- Wersja Psalmu z muzyką Howarda Goodalla, w wykonaniu chóru katedry anglikańskiej w Oksfordzie, stanowi główny motyw muzyczny brytyjskiego serialu komediowego Pastor na obcasach.
- Do psalmu nawiązuje utwór Marii Peszek pt. Pan nie jest moim pasterzem.
- E Nomine wplata go do drugiej części singla Vater Unser (1999).
- Bob Marley został pochowany wraz z Biblią otwartą właśnie na psalmie 23.
- Notorious B.I.G. – You're Nobody utwór zaczyna się od cytowania psalmu 23 przez Puff Daddy'ego.
- Słowa Psalmu padają w utworze Coolia pt. Gangsta's Paradise, znanego ze ścieżki dźwiękowej filmu Młodzi gniewni.
- Słowa Psalmu zostały użyte przez zespół muzyczny 2Tm2,3 w jednym z utworów na płycie "Pascha 2000"[4].
- Część Psalmu została użyta w utworach Mauro Pilato & Max Monti - Gam Gam (1994), oraz Marnik & SMACK - Gam Gam (2018).
- Fragment Psalmu recytowany jest w utworze pt. Shadow of Deth zespołu Megadeth na płycie The System Has Failed.
- Nullizmatyk użył wersów psalmu w refrenie utworu „Urszulka”[5].
- Malik Montana zatytułował utwór Psalm23 na płycie Adwokat Diabla (2023).

## W filmie
- W filmie Dawid i Batszeba w reżyserii Henry'ego Kinga (1951) Dawid (Gregory Peck) modli się słowami psalmu.
- W filmie Kruk 3 – Zbawienie ksiądz odczytuje ten psalm tuż przed egzekucją.
- W filmie Niesamowity jeździec Clinta Eastwooda jedna z bohaterek filmu modli się słowami Psalmu 23[6].
- W filmie Notorious matka głównego bohatera wypowiada przez telefon fragment Psalmu 23 podczas rozmowy z synem przebywającym w areszcie.
- W filmie Szeregowiec Ryan psalm ten towarzyszy snajperowi Jacksonowi podczas celowania i strzelania do Niemców (nazistów).
- W filmie Człowiek słoń recytuje go jeden z głównych bohaterów.
- W filmie Titanic recytuje go ksiądz, gdy statek tonie.
- W serialu Zagubieni (ang. Lost) - w 10 odcinku 2 sezonu - Mr. Eko recytuje go nad płonącym samolotem, w którym zginął jego brat.